# Jevrobačennja 2013
L'ottava edizione di Jevrobačennja (in ucraino Євробачення?, "Eurovisione") è stata organizzata dall'emittente radiotelevisiva ucraina Nacional'na Teleradiokompanija Ukraïny (NTU) per selezionare il rappresentante nazionale all'Eurovision Song Contest 2013 a Malmö.
La vincitrice è stata Zlata Ohnjevič con Gravity.

## Organizzazione
L'emittente ucraina Nacional'na Teleradiokompanija Ukraïny (NTU) ha confermato la partecipazione dell'Ucraina all'Eurovision Song Contest 2013 il 24 settembre 2012, annunciando l'organizzazione dell'ottava edizione di Jevrobačennja per la scelta del rappresentante nazionale. Il 1º ottobre 2012 l'emittente ha dato la possibilità agli aspiranti partecipanti di inviare i propri brani entro il 21 dicembre dello stesso anno.
I risultati sono stati decretati da un mix di voto della giuria e televoto. Se si riscontra un pareggio tra due o più brani con lo stesso punteggio, si predilige quella che ha ottenuto più punti con il voto della giuria.

### Giuria
La giuria è stata composta da:
- Jehor Benkendorf, presidente di NTU;
- Valid Arfuš, produttore televisivo;
- Olena Mozhova, produttrice musicale;
- Jurij Rybčyns'kyj, poeta;
- Ol'ha Navroc'ka, stilista.

## Partecipanti
Le audizioni si sono tenute il 21 dicembre 2013 presso gli studi televisivi di NTU di Kiev, dove una giuria composta da sette membri, ha selezionato i finalisti per la selezione televisiva tra le 52 proposte ricevute.
| Artista                         | Titolo                       | Lingua  | Compositori                                                    |
| ------------------------------- | ---------------------------- | ------- | -------------------------------------------------------------- |
| Alina Hrosu                     | Let Go                       | Inglese | Alina Hrosu                                                    |
| Ana Stesija                     | Dare to Change Your Life     | Inglese | Artem Kuzmenkov                                                |
| Anhelyja                        | Love Is Life                 | Inglese | Anhelyja                                                       |
| Daša Medova                     | Don't Want to Be Alone       | Inglese | Oleksandr Švec', Jevhenij Matjušenko                           |
| Dima Skalozubov                 | Davno                        | Russo   | Dima Skalozubov                                                |
| Dio.Fil'my                      | Medljak                      | Ucraino | Jurij Mel'nyk, Oleh Voronovyč, Volodymyr Hudkov, Vadym Olijnyk |
| Dmytro Jaremčuk                 | Mama                         | Russo   | Nazaryj Jaremčuk Jr.                                           |
| Eduard Romanjuta                | Get Real With My Heart       | Inglese | Emanuel Olsson                                                 |
| Emotion                         | Saviour                      | Inglese | Mīlos Rosas                                                    |
| Hvozdivčanka                    | Neletely husenjata           | Ucraino | Traditional                                                    |
| Ineš                            | Delaju šag                   | Russo   | A. Shell, Ineš Kdyrova                                         |
| Marietta                        | Wonder                       | Inglese | Dmytro Sidorov, Natali Dali                                    |
| Marija Jaremčuk                 | Imagine                      | Inglese | Marija Jaremčuk                                                |
| Matvij Vermijenko               | Otkryvaj menja               | Russo   | Matvij Vermijenko                                              |
| Oksana Pekun & Maksym Novic'kyj | Zelenyj dubočok              | Ucraino | Maksym Novic'kyj                                               |
| Olena Kornejeva                 | You'll Be the Winner Forever | Inglese | Olena Kornejeva, Nina Katolina                                 |
| Real Ivanna                     | You Gave Me Everything       | Inglese | Real Ivanna                                                    |
| Tetjana Šyrko                   | Feeling Like a Sir           | Inglese | Julija Slobodjan, Jevhenij Matjušenko                          |
| Triniti                         | Belym po belomu              | Russo   | Astraja                                                        |
| Zlata Ohnjevič                  | Gravity                      | Inglese | Karen Kavaleryan, Mychajlo Nekrasov                            |

## Finale
La finale si è tenuta il 23 dicembre 2012 presso i NTU Studio di Kiev ed è stata trasmessa su Peršyj Nacional'ni. Durante lo spettacolo il duetto composto da Oksana Pekun & Maksym Novic'kyj ha annunciato il proprio ritiro dopo la loro esibizione. Durante la serata, inoltre, si sono esibiti come ospiti Anastasija Petryk, vincitrice del Junior Eurovision Song Contest 2012, Matias, Oleh Vynnyk, Pavel Sokolov, Šanis e Tetjana Vorževa.
Zlata Ohnjevič è stata proclamata vincitrice trionfando sia nel televoto che nel voto della giuria.
| #  | Artista                         | Titolo                       | Punteggio | Punteggio | Punteggio | Punteggio | Punteggio | Posizione |
| #  | Artista                         | Titolo                       | Giuria    | Giuria    | Televoto  | Televoto  | Totale    | Posizione |
| -- | ------------------------------- | ---------------------------- | --------- | --------- | --------- | --------- | --------- | --------- |
| 1  | Oksana Pekun & Maksym Novic'kyj | Zelenyj dubočok              | —         | —         | 23        | —         | —         | —         |
| 2  | Marija Jaremčuk                 | Imagine                      | 40        | 16        | 260       | 14        | 30        | 5         |
| 3  | Marietta                        | Wonder                       | 26        | 9         | 87        | 5         | 14        | 16        |
| 4  | Dmytro Jaremčuk                 | Mama                         | 29        | 11        | 533       | 17        | 28        | 7         |
| 5  | Ineš                            | Delaju šag                   | 27        | 10        | 133       | 8         | 18        | 13        |
| 6  | Zlata Ohnjevič                  | Gravity                      | 50        | 20        | 8 639     | 20        | 40        | 1         |
| 7  | Emotion                         | Saviour                      | 39        | 15        | 162       | 10        | 25        | 10        |
| 8  | Hvozdivčanka                    | Neletely husenjata           | 29        | 11        | 208       | 11        | 22        | 12        |
| 9  | Real Ivanna                     | You Gave Me Everything       | 36        | 14        | 247       | 13        | 27        | 9         |
| 10 | Tetjana Šyrko                   | Feeling Like a Sir           | 43        | 17        | 365       | 15        | 32        | 4         |
| 11 | Triniti                         | Belym po belomu              | 25        | 8         | 108       | 6         | 14        | 17        |
| 12 | Ana Stesija                     | Dare to Change Your Life     | 26        | 9         | 127       | 7         | 16        | 14        |
| 13 | Alina Hrosu                     | Let Go                       | 35        | 13        | 387       | 16        | 29        | 6         |
| 14 | Daša Medova                     | Don't Want to Be Alone       | 47        | 19        | 905       | 18        | 37        | 2         |
| 15 | Olena Kornejeva                 | You'll Be the Winner Forever | 35        | 13        | 240       | 12        | 25        | 11        |
| 16 | Anhelyja                        | Love Is Life                 | 25        | 8         | 81        | 4         | 12        | 18        |
| 17 | Eduard Romanjuta                | Get Real With My Heart       | 36        | 14        | 1 847     | 19        | 33        | 3         |
| 18 | Matvij Vermijenko               | Otkryvaj menja               | 17        | 7         | 70        | 3         | 10        | 19        |
| 19 | Dio.Fil'my                      | Medljak                      | 44        | 18        | 141       | 9         | 27        | 8         |
| 20 | Dima Skalozubov                 | Davno                        | 31        | 12        | 49        | 2         | 14        | 15        |